# Sven Jonson
Sven Jonson född 28 september 1902 i Halmstad, död 17 mars 1981 i Söndrums församling, var en svensk surrealistmålare. Han var medlem av Halmstadgruppen.

## Biografi
Sven Jonson växte upp i en sjömansfamilj i Söndrum i Halmstad. Han var son till yrkesmålaren Carl August Johnsson och Elina Sofia Hult-Svensson samt från 1934 gift med Brita Elisabet Svensson och bror till Alvar Jonson. Han utbildade sig först till yrkesmålare, men blev mer och mer intresserad av konst. Han sökte sig därför till Halmstad tekniska skola där han följde kvällsundervisning i teckning. Han  började måla konstnärligt 1922 och bildade året efter gruppen De unga tillsammans med Esaias Thorén med Axel Olson som gruppens lärare och man ställde ut första gången i Halmstad 1924. Han fortsatte sina konststudier vid Wilhelmsons målarskola i Stockholm 1925. Under hösten 1926 reste Jonson och Thorén till Paris där man studerade för Otte Sköld på Maison Watteau 1926–1927.
Eftersom de hade svårt att försörja sig och återvände de 1927 till Halmstad och öppnade Modern Reklam, en målarskola med ateljé. Denna lokal blev en samlingspunkt för Halmstads lokala konstnärer. Under 1928 träffade Jonson Gösta Adrian-Nilsson som kom att blev en viktig influens för Jonson. Under sommaren 1929 ställde Stellan Mörner tillsammans med några lokala konstnärer ut i Halmstad. I samband med att utställningen under augusti månad flyttades till Kulturen i Lund bildades Halmstadgruppen. I början av 1940-talet var han även delaktig i Söndrumskolonin som var en  konstnärssammanslutning vid Halmstads kustband, tillsammans med bland annat Sven X:et Erixson, Felix Hatz och medlemmarna i Halmstadgruppen. 
Bland annat målade han en kubistisk serie med sportmotiv, som Häcklöpare (1929) och Bandyspelaren (1930). Jonsons surrealism kännetecknas av ödsliga landskap i ljusa gula eller bruna toner. Ofta finns också små människogestalter för att påvisa människans litenhet. Arkitektoniska element, valvbågar, pelare osv. med långa skuggor är typiskt. Jonson påverkades också av det kommande världskriget, vilket märks i verk från den senare delen av 1930-talet, till exempel i Ecce homo (1937) och Patetiskt landskap (1937). Under den sista delen av Jonsons konstnärskap dominerade en blå färgskala hans målningar, ofta med motiv som speglade hans intresse för rymden, stjärnbilderna och planeterna.
Separat ställde Jonson bland annat ut på Färg och form 1938 och på Gummesons konsthall 1943 och ett flertal gånger i Halmstad. Han medverkade regelbundet i de utställningar som arrangerades av Halmstadsgruppen och han deltog tillsammans med delar av Halmstadgruppen i Otto Gustaf Carlsund:s Art Concret vid Stockholmsutställningen 1930.
Han är inte samma Sven Jonson (1919–1989) som för Gustavsberg skapade han flera serier med  samlartallrikar och jubileumstallrikar . 
Han var under sin livstid bosatt i Halmstad med undantag av åren 1938–1944 då han bodde i Mahult i Breareds socken.
Jonson finns representerad vid Nationalmuseum och Moderna Museet i Stockholm, Göteborgs konstmuseum, Helsingborg museum, Malmö museum, Skissernas museum i Lund, Museum of Modern Art i New York, Nasjonalgalleriet i Oslo, Centre Culturel Suédois i Paris,  Borås konstmuseum, Eskilstuna konstmuseum, Länsmuseet Gävleborg och Norrköpings konstmuseum, Smålands museum, 
Hallands konstmuseum och
Mjellby konstmuseum.

## Offentliga verk i urval
- Intarsia arbeten på dörren till Halmstads rådhus 1937-1938
- Väggmosaiker i Halmstads Sporthall 1956-1957, nu flyttade till entréhallen i Halmstad Arena.
- Halmstads stadsbibliotek målningen Nocturne 1925